# Olympische Winterspiele 2002/Teilnehmer (Aserbaidschan)
| Gelbes Symbol für Goldmedaillen mit stilisierten Olympischen Ringen | Graues Symbol für Silbermedaillen mit stilisierten Olympischen Ringen | Braundes Symbol für Bronzemedaillen mit stilisierten Olympischen Ringen |
| ------------------------------------------------------------------- | --------------------------------------------------------------------- | ----------------------------------------------------------------------- |
| —                                                                   | —                                                                     | —                                                                       |

Aserbaidschan nahm an den Olympischen Winterspielen 2002 im US-amerikanischen Salt Lake City mit einer Delegation aus vier Sportlern entsandt, die in zwei Sportarten antraten.
Fahnenträger bei der Eröffnungsfeier war Sergey Rylov, der für das Land im Eiskunstlauf teilnahm.

## Teilnehmer nach Sportarten

### Eiskunstlauf
Männer
- Sergey Rylov (aserbaidschanisch Sergey Rilov)
24. Platz (33,0)

Eistanz
- Kristin Fraser und Igor Lukanin (aserbaidschanisch Kristin Freyzer und İqor Lukanin)
17. Platz (34,6)

### Ski Alpin
Männer
- Elbrus Isakov (aserbaidschanisch Elbrus İsakov)
Slalom: Ausgeschieden (1. Lauf)